# Ernst August (Hannover)

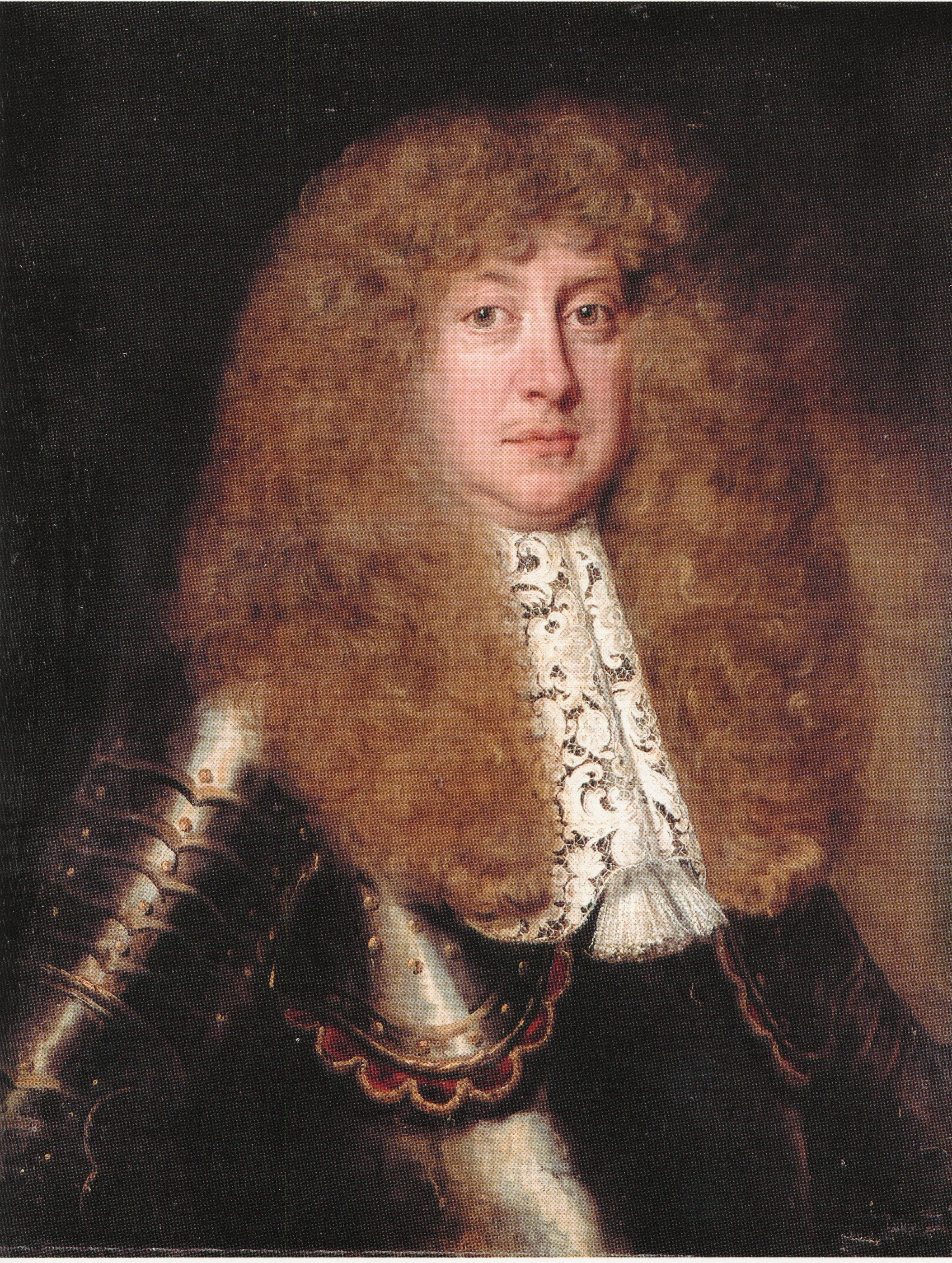
Ernst August von Braunschweig-Calenberg (Gemälde von 1670)

Ernst August von Braunschweig-Calenberg (* 20. November 1629 auf Schloss Herzberg in Herzberg am Harz; † 23. Januar 1698 in Schloss Herrenhausen, Hannover) war Herzog zu Braunschweig und Lüneburg. Zunächst war er als nachgeborener Prinz für den geistlichen Stand bestimmt und wurde als Ernst August I. Fürstbischof von Osnabrück. 1679 wurde er Fürst von Calenberg und 1692 der erste Kurfürst von Braunschweig-Lüneburg („Kurhannover“).

## Leben
Sein Vater war Herzog Georg von Calenberg (1582–1641), seine Mutter war Landgräfin Anna Eleonore von Hessen-Darmstadt (1601–1659). Herzog Georg regierte zum Zeitpunkt von Ernst Augusts Geburt noch ausschließlich über das kleine Fürstentum Grubenhagen mit der Residenz Herzberg am Harz. Er kämpfte zunächst auf kaiserlicher, später auf schwedischer Seite im Dreißigjährigen Krieg. 1636 trat Georg nach dem Tod seines älteren Bruders August auch im Fürstentum Calenberg-Göttingen die Regierung an. Als jüngster der vier Söhne seines Vaters besaß Ernst August zunächst keinen Anspruch auf ein eigenes welfisches Fürstentum. Eine erste Versorgung sicherte ihm 1646 die Wahl zum Koadjutor des Erzstifts Magdeburg, die jedoch nicht von Dauer war.
Am 17. Oktober 1658 heiratete Ernst August Sophie von der Pfalz, die Tochter des pfälzischen Kurfürsten und böhmischen „Winterkönigs“ Friedrich und der Elisabeth Stuart, Prinzessin von England und Schottland, in Heidelberg. Die Braut war ursprünglich mit seinem älteren Bruder Georg Wilhelm verlobt gewesen, der sie allerdings Ernst August in einem „Brauttausch“ überließ, sich selbst zur Ehelosigkeit verpflichtete und Ernst August zu seinem Erben bestimmte, nachdem er sich in Venedig eine venerische Infektion zugezogen hatte. In Sophies Worten „übte das libertinäre Venedig unüberwindliche Reize auf ihn aus“ und „die erstbeste Kurtisane… versetzte ihn augenblicklich in einen für eine Heirat sehr unvorteilhaften Zustand“.
Ernst August und Sophie lebten zunächst an Georg Wilhelms Hof im Leineschloss in Hannover. Doch erwies sich Georg Wilhelm als unbeständig. Kurz nach der Verlobung senkte er die Apanage für Ernst August auf Druck seiner Regierungsräte um beträchtliche 20.000 Taler jährlich. Bald schon äußerte Georg Wilhelm Sophie gegenüber, er bedaure es sehr, sie nicht genommen zu haben; seine Avancen machten Ernst August eifersüchtig und zwangen Sophie, Georg Wilhelm gegenüber ein distanziertes Verhalten an den Tag zu legen. Auch sollte Georg Wilhelm sich nicht an sein Eheverzichtsversprechen halten.

### Bischof

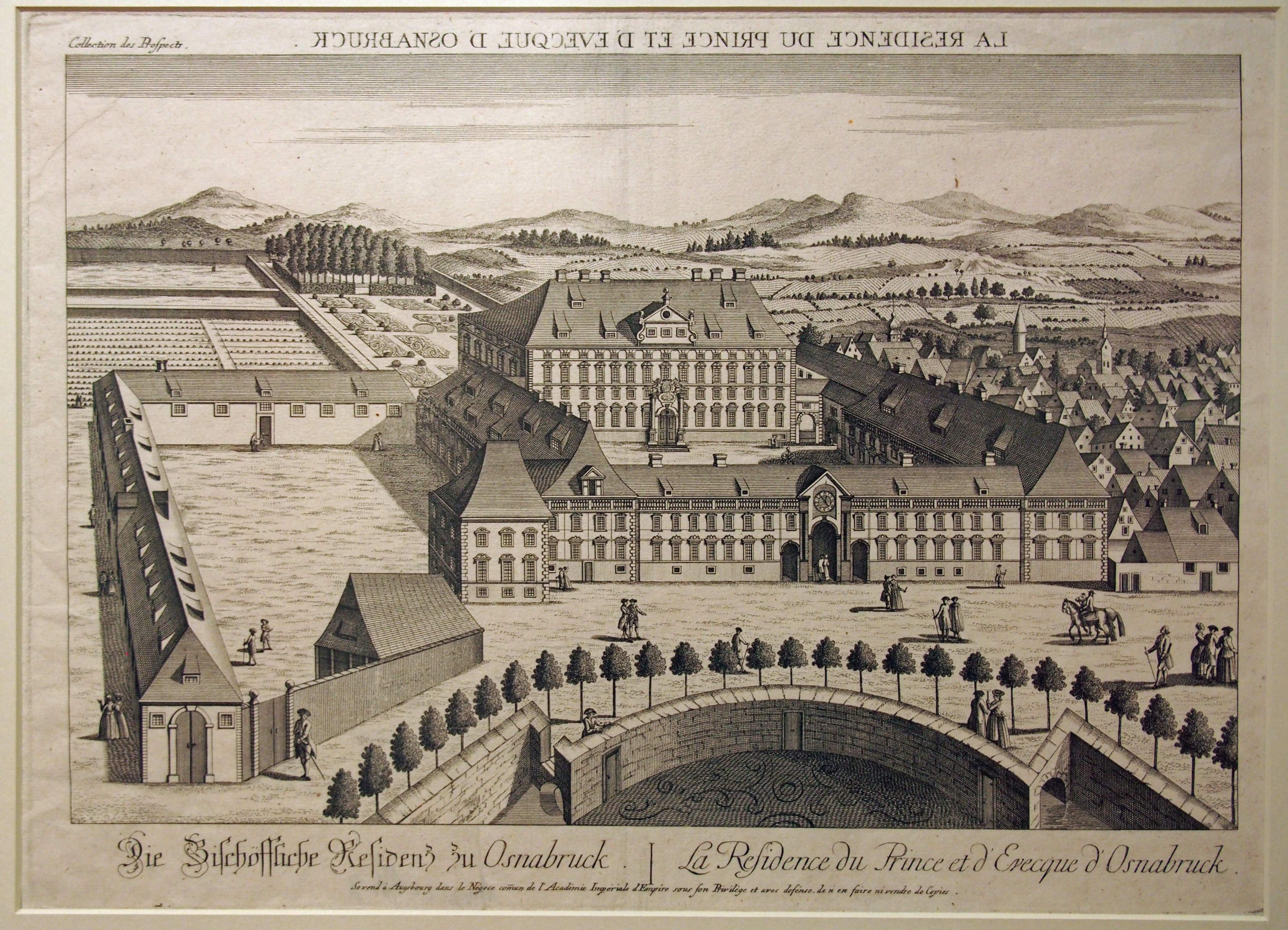
Schloss Osnabrück

Der Lutheraner Ernst August wurde im Westfälischen Friedensvertrag von 1648 zum nachfolgeberechtigten Koadjutor des Hochstifts Osnabrück nominiert, das abwechselnd von einem katholischen Bischof und einem Herzog aus der jüngeren Linie des Hauses Braunschweig-Lüneburg regiert werden sollte. Nach dem Tod des katholischen Amtsinhabers Franz Wilhelm von Wartenberg wurde er 1662 vom Osnabrücker Domkapitel zum Bischof von Osnabrück gewählt; dieses Amt bekleidete er bis zu seinem Tod im Jahr 1698. Ernst August und Sophie bezogen nach Ernst Augusts Wahl zum Fürstbischof 1662 mit ihren beiden ältesten Söhnen das fürstbischöfliche Schloss Iburg. Sophies Nichte Liselotte von der Pfalz lebte ab 1659 für vier Jahre ebenfalls als Ziehtochter in der Familie, nachdem ihre Eltern sich hatten scheiden lassen. Ab 1667 ließ Ernst August das Schloss Osnabrück als vierflügelige Anlage im Stil des Barock erbauen, das die Familie 1673 bezog. Am Portal des Schlosses ließ er seine Devise „Sola bona quae honesta“ (Gut kann nur sein, was ehrenhaft ist) anbringen.
Nach dem Tod seines ältesten Bruders Christian Ludwig 1665 übernahm Georg Wilhelm das Fürstentum Lüneburg mit Residenz auf Schloss Celle, während er Calenberg mit der Hauptstadt Hannover an den nächstjüngeren Bruder Johann Friedrich weiterreichte, der sich Lüneburgs zunächst bemächtigt hatte. Im Rahmen eines Vergleiches erhielt Ernst August dabei die Grafschaft Diepholz, die bislang zu Christian Ludwigs Territorien gehört hatte. Johann Friedrich heiratete 1668, doch wurden ihm nacheinander vier Töchter geboren, wodurch die Erbfolge offen blieb. 1672 begann die Beziehung Ernst Augusts mit Clara Elisabeth von Platen, die ab 1674 seine offizielle Mätresse wurde und ihm zwei Kinder gebar. 1674 bekam Sophie ihr siebtes und letztes Kind. Nachdem Georg Wilhelm 1674 die hugenottische Hofdame Eleonore d’Olbreuse geheiratet hatte, die durch einen Gnadenakt des Kaisers Leopold I. zur „Gräfin von Harburg und Wilhelmsburg“ erhoben wurde, befürchtete Ernst August lange Zeit, im Falle seines Todes könnten seine Kinder unversorgt zurückbleiben, da ihre Erbfolge in den Fürstentümern seiner beiden älteren Brüder keineswegs gesichert schien und das Hochstift Osnabrück dann wieder an einen katholischen Bischof gefallen wäre.

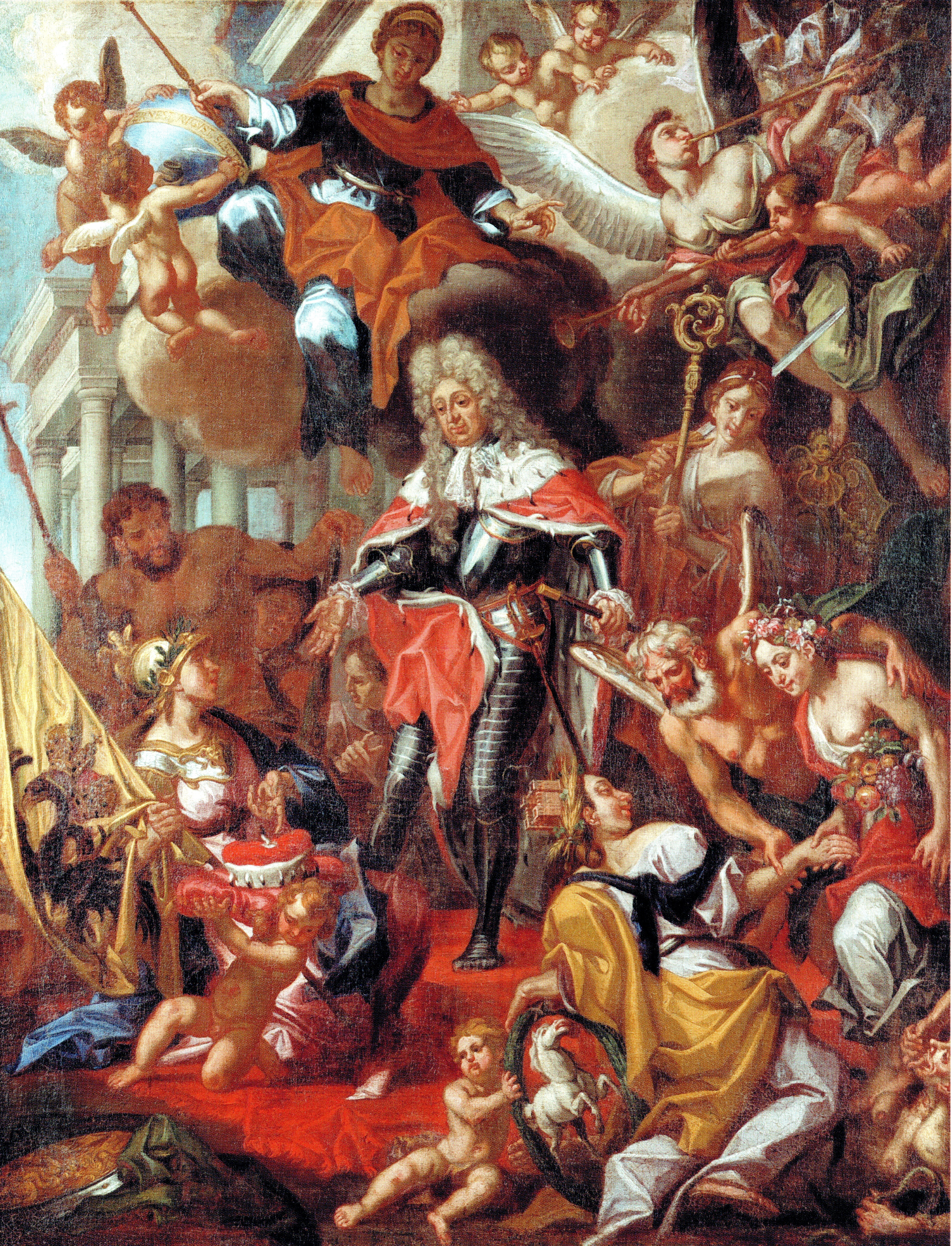
Allegorie auf die Erhebung von Ernst August zum Kurfürsten von Braunschweig-Lüneburg

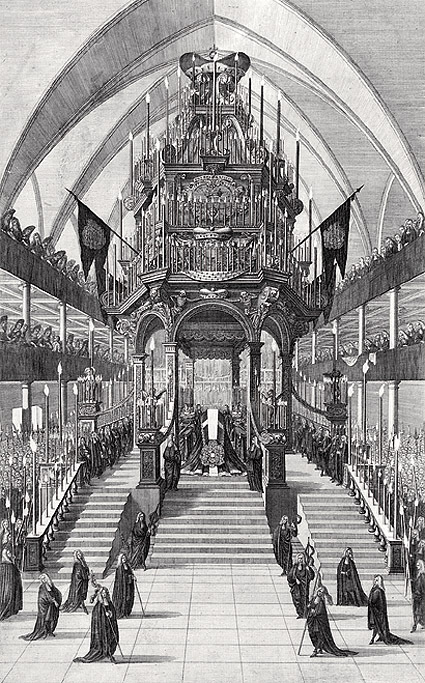
Begräbnisfeier für Ernst August in der Schlosskirche des Leineschlosses, 1698

Im Französisch-Niederländischen Krieg von 1672 bis 1678 stellten sich Georg Wilhelm und Ernst August auf die Seite der Holländer, während ihr Bruder Johann Friedrich die Franzosen unterstützte. 1675 waren die beiden Ersteren beteiligt am Sieg über die Franzosen in der Schlacht an der Konzer Brücke. Bald darauf gelang ihnen nach der Belagerung von Trier die Gefangennahme des französischen Marschalls François de Créquy.
Wie seine Brüder reiste Ernst August fast alljährlich zum Karneval in Venedig und verbrachte dort die Wintermonate, während seine Frau mit den Kindern zurückblieb. Im Februar 1664 ließ er Sophie jedoch nach Venedig nachkommen, sie blieben dann gemeinsam für etwa ein Jahr in Italien und besuchten auch Mailand, Rom und Florenz. In Rom hatte er eine Affäre mit Maria Mancini.

### Regierender Herzog und Kurfürst
Nach dem plötzlichen Tod seines älteren Bruders Johann Friedrich, der unterwegs nach Venedig in Augsburg starb, übernahm Ernst August, der sich ebenfalls auf dem Weg nach Venedig befand, 1679 die Herrschaft im Fürstentum Calenberg-Göttingen-Grubenhagen und die Familie zog zurück nach Hannover. Ernst August und seine Mätresse Clara Elisabeth von Platen lebten dort vorwiegend im Leineschloss, während Sophie sich nach Schloss Herrenhausen zurückzog, wo sie den Großen Garten, den Johann Friedrich begonnen hatte, im französischen und holländischen Barockstil umgestalten und erweitern ließ. Johann Friedrich hatte auch Gottfried Wilhelm Leibniz als Hofbibliothekar eingestellt, den Ernst August übernahm und der Sophie bei der Gestaltung des Großen Gartens beriet.
Mit seiner am 18. Februar 1680 erlassenen Regimentsordnung wurde das System der hannoverschen Zentralbehörden festgeschrieben. Im Jahr 1683 führte er, um die Herrschaft des Gebietes zukünftig in einer Hand zu erhalten, gegen den Widerstand seiner jüngeren Söhne die Primogenitur ein, alle Besitzungen sollten in Zukunft an den erstgeborenen Sohn fallen. Unter anderem war diese Regelung auch Voraussetzung für die von ihm angestrebte Verleihung der Kurfürstenwürde. Um die Einheit der welfischen Teilfürstentümer zu garantieren, hatte Ernst August im Dezember 1682 seinen ältesten Sohn Georg Ludwig mit Sophie Dorothea, dem einzigen Kind seines Bruders Georg Wilhelm aus der Ehe mit Eleonore d’Olbreuse, vermählt – gegen den Willen der Braut wie auch beider Mütter. Diese unglückliche Ehe endete schließlich in einer dramatischen Ehescheidung sowie Sophie Dorotheas lebenslänglichem Exil als „Herzogin von Ahlden“. Doch Georg Ludwig konnte – wie geplant – 1705 die Erbfolge seines Onkels und Ex-Schwiegervaters im Fürstentum Lüneburg antreten, wodurch beide Teilfürstentümer in einer Hand vereint wurden.
Ernst Augusts jüngere Söhne rebellierten fast 20 Jahre lang gegen die Einführung der Primogenitur. 1691 eskalierte der Prinzenstreit in einer Verschwörung seines Sohnes Maximilian Wilhelm, gegen die Ernst August rücksichtslos durchgriff. Während Maximilian Wilhelm mit zeitweiliger Festungshaft davonkam, wurde sein Komplize, der Oberjägermeister Otto Friedrich von Moltke, auf Befehl des Herzogs 1692 hingerichtet. Drei seiner Söhne verloren als Offiziere in Diensten kaiserlicher Armeen das Leben, zwei davon im Großen Türkenkrieg, einer im Spanischen Erbfolgekrieg.
Im Jahr 1692 wurde Ernst August von Kaiser Leopold I. die neunte Kur im Heiligen Römischen Reich Deutscher Nation sowie das Erzamt des Erzbannerträgers verliehen. Den Act of Settlement von 1701, mit dem Sophie formell zur englischen Thronfolgerin bestimmt wurde, erlebte er nicht mehr. Im Gegensatz zu seiner Frau und seinem Sohn waren ihm diese Thronansprüche ziemlich gleichgültig gewesen und die Aussicht, womöglich als Prinzgemahl nach London ziehen zu müssen, hatte ihn nie gereizt.
Ernst Augusts letzte Lebensjahre waren von familiären Schicksalsschlägen und politischen Rückschritten überschattet. Das Ansehen seines eben erst zu kurfürstlichen Würden aufgestiegenen Hauses gefährdete das Ehedesaster seines ältesten Sohnes Georg Ludwig, das sich in Verbindung mit der Königsmarck-Affäre zur Staatsaffäre entwickelte. Die Scheidung und Inhaftierung seiner Nichte und Schwiegertochter Sophie Dorothea erregten europaweit Aufsehen.
Gesundheitlich schwer angeschlagen durch mehrere Schlaganfälle, die zu Sprach- und Bewegungsstörungen führten, musste der Kurfürst die Lenkung der Staatsgeschäfte zunehmend dem Kurprinzen Georg Ludwig überlassen. Mit seiner Ehefrau Sophie versöhnte sich der Kurfürst wieder, nachdem ihr Verhältnis im Prinzenstreit um die Primogenitur schwer gelitten hatte. Am 23. Januar 1698 starb er nach einem weiteren Schlaganfall auf Schloss Herrenhausen. Nach seinem Tod wurde Ernst August in der Schlosskirche des Leineschlosses beigesetzt, nach dem Zweiten Weltkrieg dann in das Welfenmausoleum im Berggarten in Herrenhausen überführt.
Der ehemalige Herzogsborn in Hannover war nach ihm benannt.

## Vorfahren
|  |                                                           |  |  |  |  |  |  |  |  |  |  |  |  |
|  | Ernst von Braunschweig-Lüneburg (1497–1546)               |  |  |  |  |  |  |  |  |  |  |  |  |
|  |                                                           |  |  |  |  |  |  |  |  |  |  |  |  |
|  |                                                           |  |  |  |  |  |  |  |  |  |  |  |  |
|  | Wilhelm der Jüngere von Braunschweig-Lüneburg (1535–1592) |  |  |  |  |  |  |  |  |  |  |  |  |
|  |                                                           |  |  |  |  |  |  |  |  |  |  |  |  |
|  |                                                           |  |  |  |  |  |  |  |  |  |  |  |  |
|  | Sophie von Mecklenburg-Schwerin (1508–1541)               |  |  |  |  |  |  |  |  |  |  |  |  |
|  |                                                           |  |  |  |  |  |  |  |  |  |  |  |  |
|  |                                                           |  |  |  |  |  |  |  |  |  |  |  |  |
|  | Georg von Braunschweig-Lüneburg (1582–1641)               |  |  |  |  |  |  |  |  |  |  |  |  |
|  |                                                           |  |  |  |  |  |  |  |  |  |  |  |  |
|  |                                                           |  |  |  |  |  |  |  |  |  |  |  |  |
|  | Christian III. von Dänemark und Norwegen (1503–1559)      |  |  |  |  |  |  |  |  |  |  |  |  |
|  |                                                           |  |  |  |  |  |  |  |  |  |  |  |  |
|  |                                                           |  |  |  |  |  |  |  |  |  |  |  |  |
|  | Dorothea von Oldenburg (1549–1617)                        |  |  |  |  |  |  |  |  |  |  |  |  |
|  |                                                           |  |  |  |  |  |  |  |  |  |  |  |  |
|  |                                                           |  |  |  |  |  |  |  |  |  |  |  |  |
|  | Dorothea von Sachsen-Lauenburg-Ratzeburg (1511–1571)      |  |  |  |  |  |  |  |  |  |  |  |  |
|  |                                                           |  |  |  |  |  |  |  |  |  |  |  |  |
|  |                                                           |  |  |  |  |  |  |  |  |  |  |  |  |
|  | Ernst August von Braunschweig-Lüneburg (1629–1698)        |  |  |  |  |  |  |  |  |  |  |  |  |
|  |                                                           |  |  |  |  |  |  |  |  |  |  |  |  |
|  |                                                           |  |  |  |  |  |  |  |  |  |  |  |  |
|  | Georg I. von Hessen-Darmstadt (1547–1596)                 |  |  |  |  |  |  |  |  |  |  |  |  |
|  |                                                           |  |  |  |  |  |  |  |  |  |  |  |  |
|  |                                                           |  |  |  |  |  |  |  |  |  |  |  |  |
|  | Ludwig V. von Hessen-Darmstadt (1577–1626)                |  |  |  |  |  |  |  |  |  |  |  |  |
|  |                                                           |  |  |  |  |  |  |  |  |  |  |  |  |
|  |                                                           |  |  |  |  |  |  |  |  |  |  |  |  |
|  | Magdalena zur Lippe (1552–1587)                           |  |  |  |  |  |  |  |  |  |  |  |  |
|  |                                                           |  |  |  |  |  |  |  |  |  |  |  |  |
|  |                                                           |  |  |  |  |  |  |  |  |  |  |  |  |
|  | Anna Eleonore von Hessen-Darmstadt (1601–1659)            |  |  |  |  |  |  |  |  |  |  |  |  |
|  |                                                           |  |  |  |  |  |  |  |  |  |  |  |  |
|  |                                                           |  |  |  |  |  |  |  |  |  |  |  |  |
|  | Johann Georg von Brandenburg (1525–1598)                  |  |  |  |  |  |  |  |  |  |  |  |  |
|  |                                                           |  |  |  |  |  |  |  |  |  |  |  |  |
|  |                                                           |  |  |  |  |  |  |  |  |  |  |  |  |
|  | Magdalena von Brandenburg (1582–1616)                     |  |  |  |  |  |  |  |  |  |  |  |  |
|  |                                                           |  |  |  |  |  |  |  |  |  |  |  |  |
|  |                                                           |  |  |  |  |  |  |  |  |  |  |  |  |
|  | Elisabeth von Anhalt (1563–1607)                          |  |  |  |  |  |  |  |  |  |  |  |  |
|  |                                                           |  |  |  |  |  |  |  |  |  |  |  |  |
|  |                                                           |  |  |  |  |  |  |  |  |  |  |  |  |

## Nachkommen
Aus der Ehe mit Sophie von der Pfalz gingen sieben Kinder hervor:
- Georg Ludwig (1660–1727), ab 1714 als Georg I. König von Großbritannien und Irland
- Friedrich August (* 3. Oktober 1661; † 31. Dezember 1690), gefallen als Generalmajor im Großen Türkenkrieg in St. Georgen, Siebenbürgen
- Maximilian Wilhelm (1666–1726), kaiserlicher Feldmarschall
- Sophie Charlotte (1668–1705), 1684 verheiratet mit dem späteren Kurfürsten Friedrich III. von Brandenburg, ab 1701 Königin in Preußen – nach ihr ist das Schloss Charlottenburg in Berlin benannt
- Karl Philipp (* 3. Oktober 1669; † 1. Januar 1690), Oberst, gefallen am 1. Januar 1690 im Großen Türkenkrieg in der Schlacht von Priština[12]
- Christian Heinrich (* 19. September 1671; † 31. Juli 1703), Generalwachtmeister, ertrunken in der Donau bei Ulm beim Feldzug gegen die Franzosen im Spanischen Erbfolgekrieg
- Ernst August (1674–1728), Duke of York and Albany, Fürstbischof von Osnabrück

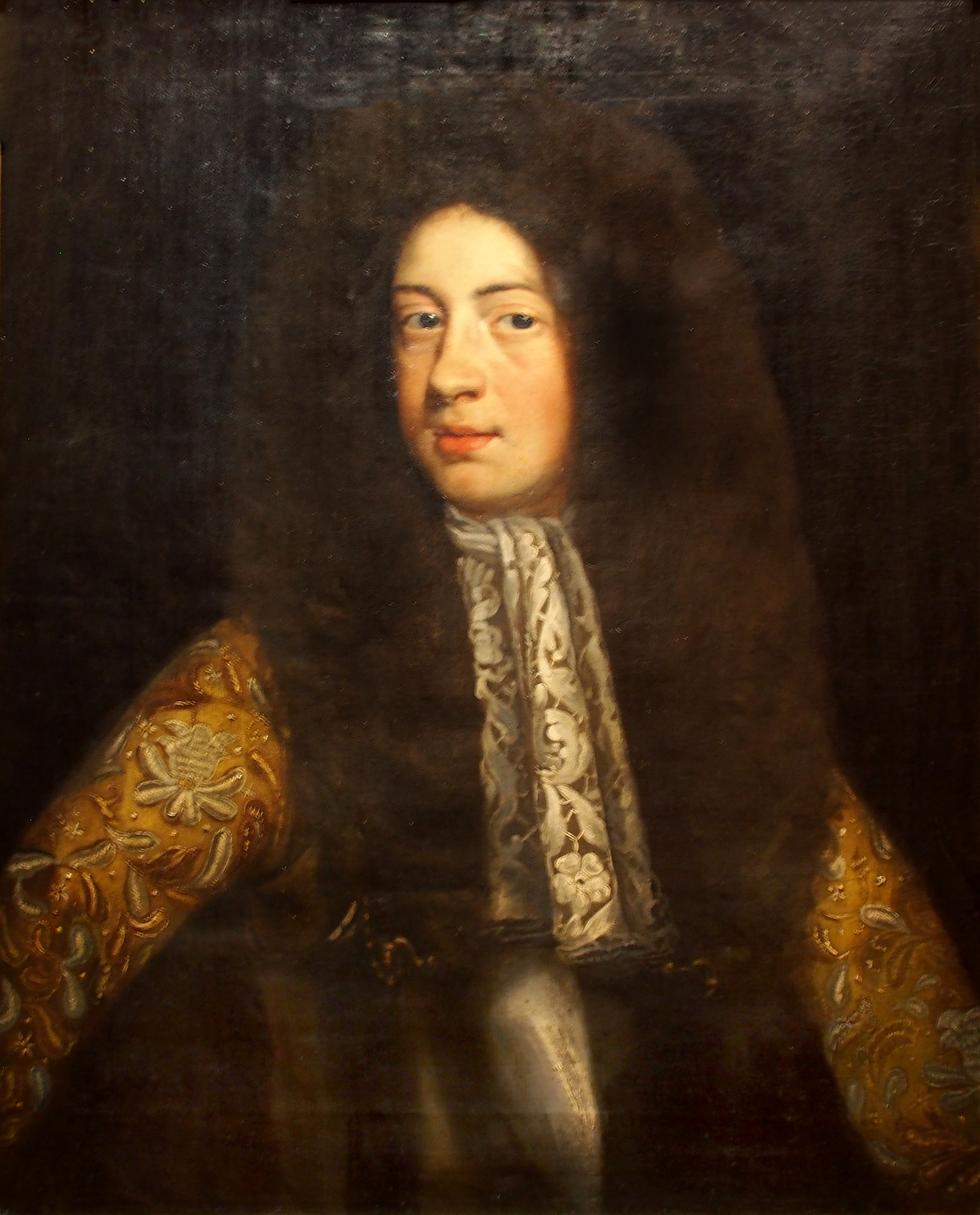
Georg Ludwig
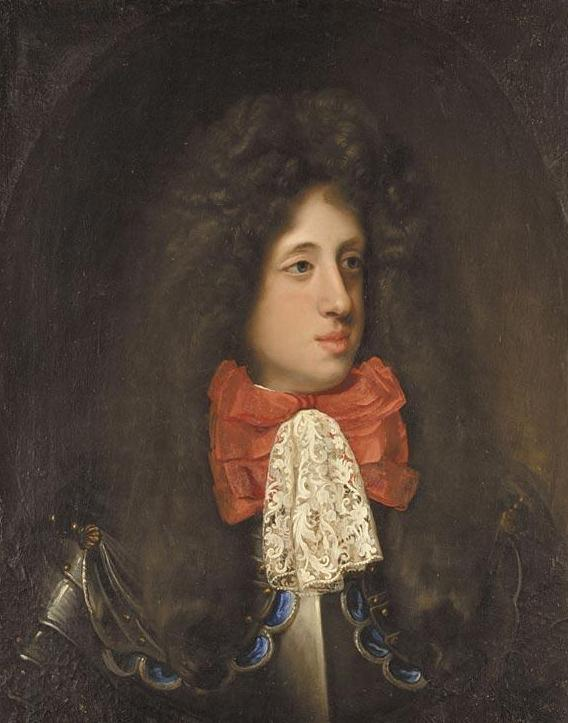
Maximilian Wilhelm
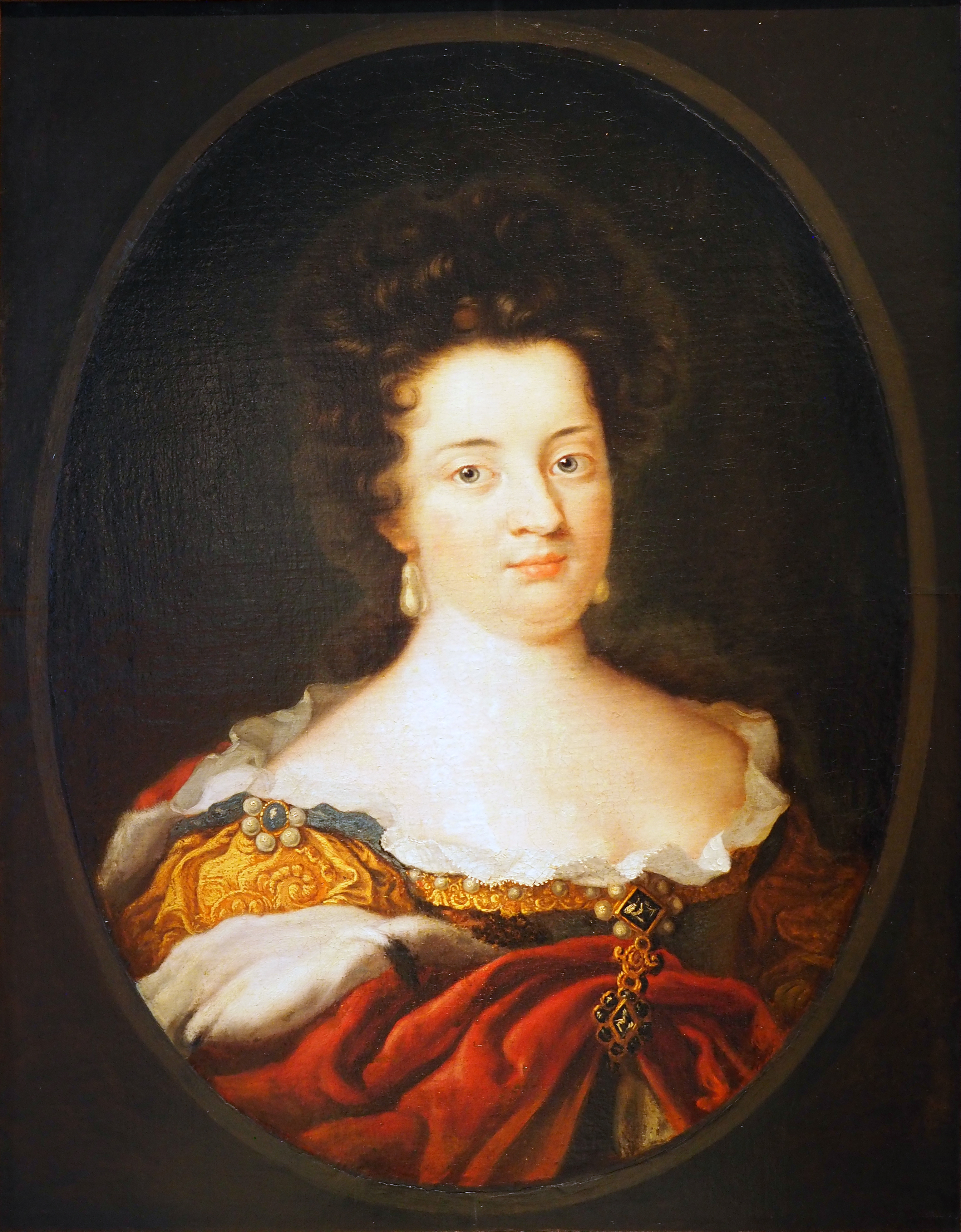
Sophie Charlotte
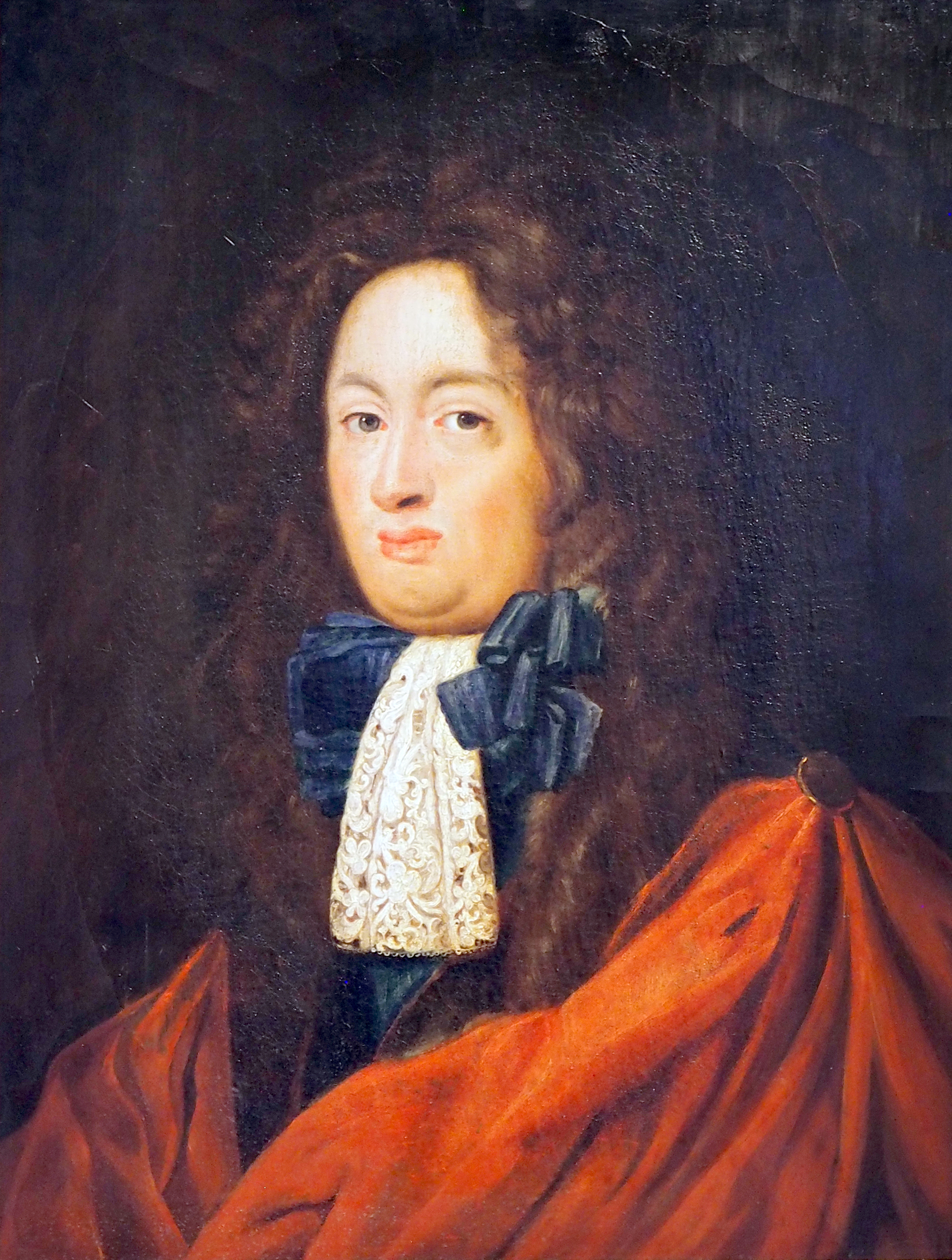
Karl Philipp
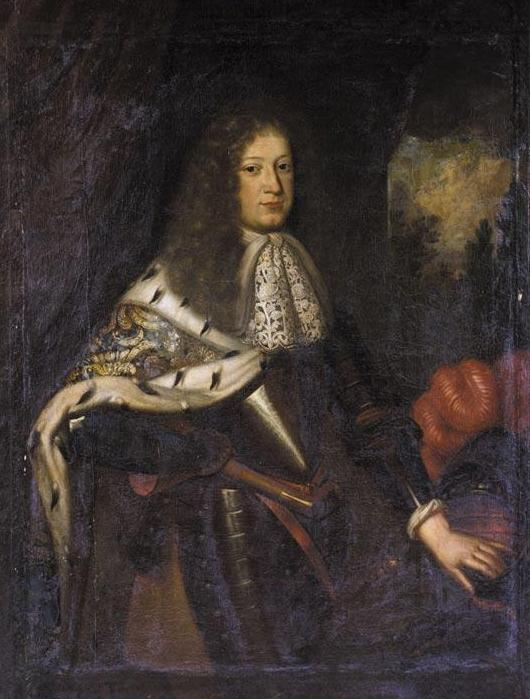
Christian Heinrich
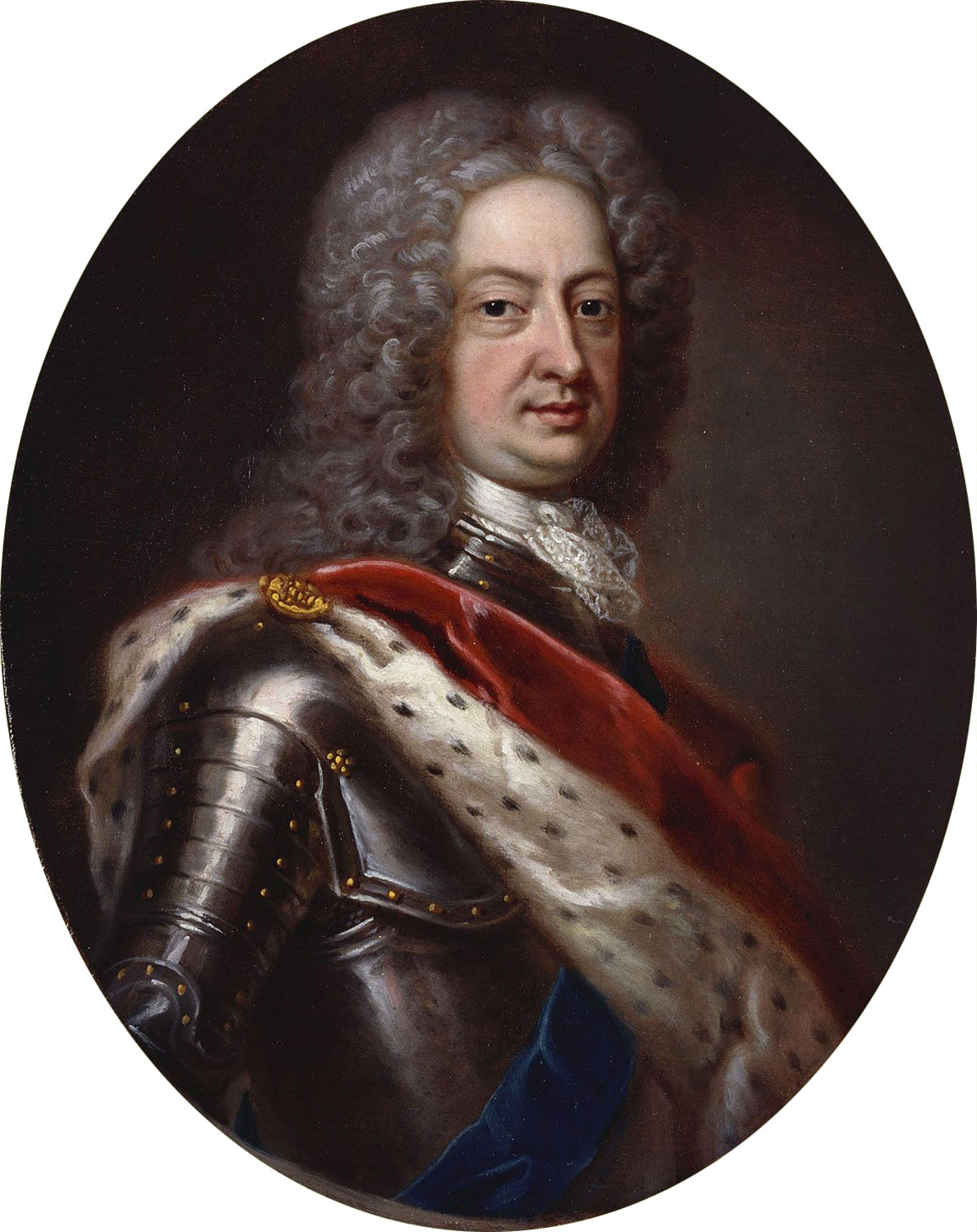
Ernst August II.

### Mätresse
Mit seiner Mätresse Clara Elisabeth von Platen geb. von Meisenbug hat er zwei weitere Kinder:
- Ernst August (* 3. August 1674; † 20. September 1726) ⚭ Freiin Sofie Caroline von Uffeln (* 2. September 1669; † 23. April 1726) → Line Platen-Hallermund
- Sophie Charlotte (* 1675; † 20. April 1725), spätere Baronin von Kielmansegg und Countess of Leinster and Darlington ⚭ 1701 Baron Johann Adolf von Kielmansegg (1668–1717)